# 주말레이시아 대한민국 대사관
주말레이시아 대한민국 대사관은 대한민국 정부가 말레이시아의 수도 쿠알라룸푸르에 설치된 대사관이다. 현임 대사는 여승배이다.

## 공관 약사
- 1960년 2월 23일 : 외교관계 수립
- 1962년 5월 13일 : 주말레이시아 대한민국 대사관 개설

## 관할 구역
말레이시아 전 지역을 관할하고 있다. 추후 사라왁주와 사바주 등 보르네오섬 북단에 위치하고 있는 지역인 코타키나발루에 대한민국 총영사관 또는 분관이 개관하게 되면 관할 구역은 말레이시아 본토인 말레이반도와 주변 도서 지역으로 축소된다.

## 기본 정보
- 설립일 : 1962년 5월 13일
- 설립 목적 : 외교 교섭, 정무/경제/통상/문화교류 및 영사 업무

## 소재지
소재지는 말레이시아를 기준으로 하며, 현지 언어 주소로 적용된다.
- No.9&11 Jalan Nipah Off Jalan Ampang 55000 KL

## 주요 업무
- 정무
- 경제
- 무관부
- 문화홍보
- 재외동포 역사

## 업무 시간
업무 시간은 주중 5일 기준 적용이며 월, 화, 수, 목, 금요일에만 해당한다.
- 오전 8시 30분 ~ 정오 (최종 접수 : 오전 11시 30분)
- 오후 1시 30분 ~ 오후 5시 (최종 접수 : 오후 4시 30분)

## 휴무일
- 매주 토요일, 일요일
- 대한민국의 공휴일 중 4대 국경절[A]
- 말레이시아의 공휴일

## 역대 공관장
- 초대 : 최홍희 (1962년 4월 ~ 1964년 11월)
- 2대 : 최규하[B] (1964년 11월 ~ 1967년 10월)
- 3대 : 갈홍기 (1967년 10월 ~ 1971년 10월)
- 4대 : 김성용 (1971년 10월 ~ 1975년 2월)
- 5대 : 전상진 (1975년 2월 ~ 1979년 5월)
- 6대 : 최호중 (1979년 5월 ~ 1983년 3월)
- 7대 : 심기철 (1983년 3월 ~ 1986년 12월)
- 8대 : 손장래 (1986년 12월 ~ 1990년 2월)
- 9대 : 홍순영 (1990년 2월 ~ 1992년 2월)
- 10대 : 이상구 (1992년 2월 ~ 1995년 3월)
- 11대 : 정경일 (1995년 3월 ~ 1997년 9월)
- 12대 : 이병호 (1997년 9월 ~ 2000년 8월)
- 13대 : 이영민 (2000년 8월 ~ 2003년 6월 13일)
- 14대 : 이영준 (2003년 6월 21일 ~ 2005년 9월 8일)
- 15대 : 손상하 (2005년 9월 9일 ~ 2007년 9월 5일)
- 16대 : 양봉렬 (2007년 9월 13일 ~ 2010년 8월 23일)
- 17대 : 이용준 (2010년 9월 1일 ~ 2013년 7월 15일)[C]
- 18대 : 조병제 (2013년 7월 19일 ~ 2016년 5월 17일)
- 19대 : 유현석 (2016년 5월 23일 ~ 2018년 2월 3일)
- 20대 : 도경완 (2018년 2월 8일 ~ 2019년 5월 19일)[D]
- 21대 : 이치범 (2020년 1월 16일 ~ 2022년 10월 3일)
- 22대 : 여승배 (현임, 2022년 10월 28일 ~ )

## 같이 보기

### 일반 주제
- 대한민국-말레이시아 관계
- 주한 말레이시아 대사관

### 주변국에 설치된 한국 공관
- 주싱가포르 대한민국 대사관
- 주인도네시아 대한민국 대사관
- 주브루나이 대한민국 대사관
- 주필리핀 대한민국 대사관
  - 주세부 대한민국 분관
- 주베트남 대한민국 대사관
  - 주호찌민 대한민국 총영사관
- 주호주 대한민국 대사관
- 주태국 대한민국 대사관
- 주중국 대한민국 대사관
- 주인도 대한민국 대사관

### 쿠알라룸푸르에 설치한 다른 재외 공관
- 주말레이시아 일본 대사관
- 주말레이시아 조선민주주의인민공화국 대사관 (폐쇄)
- 주말레이시아 타이베이 경제문화판사처
- 기타 공관 : 말레이시아 주재 외국공관 목록 문서 참조